# Nirmalya Dey
Nirmalya Dey (Guwahati, 1959), ook wel met zijn titel Pandit Nirmalya Dey is een Dhrupad zanger. Dhrupad is een vorm van klassieke muziek uit India.
Nirmalya Dey studeerde bij Nimaichand Boral, een leerling van Nasir Moinuddin Khan Dagar. Vanaf 1988 was hij in opleiding bij Zia Fariduddin Dagar tot aan de dood van deze Dhrupad meester in 2013. Dey geeft ook les in Dhrupad aan Dhrupad Gurukul in New Delhi en heeft een groot aantal leerlingen.
Nirmalya Dey zingt volgens de stijl Dagar Bani, de school is van de Dagar familie. 
Dey treedt regelmatig op bij festivals in India, maar ook in diverse Europese landen waaronder Nederland, in de USA, Bangladesh en op Fiji. Hij heeft ook twee verzamelalbums geproduceerd met klassieke muziek uit Noord India, Krishna seva en Tansen, met diverse artiesten waaronder hijzelf, op door hemzelf gecomponeerde muziek.

## Bron
Officiële website